# تشكيك من خلال صعوبة الفهم
التشكيك من خلال صعوبة الفهم أو المُغالطة بِالقُدسية أو مُغالطة التوَسُل بالإحساس السليم، هي إحدى أشكال المُغالطات المنطقية الغير صورية، وتحدث هذه المُغالطة عِندما يتم اعتبار ظاهرة ما غير صحيحة لأنها يصعب فهمها أو أنه لا يمكن تخيلها على هذا النحو. وهي ليست من المغالطات المُتعلقة بالنتائج، إنما تتخذ صورة التشكيك الشخصي المُباشر.
مثال:
- الطرف الأول: أعتقد أن احتمالية وجود كائنات فضائية هو أمر وارد.
- الطرف الثاني: هل فقدت عقلك! الكائنات الفضائية يستحيل أن تكون موجودة فهذا أمر لا يمكن تخيله!
 من هنا تكون المغالطة قد ظهرت، من خلال التكذيب والتشكيك لمجرد أن الأمر يصعب تصوره (بالنسبة للطرف الثاني). تتميّز هذه المغالطة بأن لها غالباً طابع هجومي، يُشير إلى عدم قبول الفرد لإمكانية الفكرة بشكل تام.